# Адам Габріел
Адам Габріел (чеськ. Adam Gabriel, нар. 28 травня 2001, Прага, Чехія) — чеський футболіст, фланговий захисник данського клубу «Мідтьюлланн» та національної збірної Чехії.

## Ігрова кар'єра

### Клубна
З 2011 року Адам Габріел займався футболом в молодіжній команді столичної «Спарти». 10 серпня 2021 року у матчі кваліфікації Ліги чемпіонів проти французького «Монако» Габріел дебютував у першій команді «Спарти».
Влітку 2022 року Габріел перейшов до клубу «Градець Кралове» і 7 серпня провів першу гру в складі нової команди. Та вже через рік, в серпні 2023 року футболіст перебрався до Данії, де приєднався до клубу «Мідтьюлланн», з яким підписав контракт до 2028 року.

### Збірна
В складі молодіжної збірної Чехії Адам Габріел брав участь у молодіжному чемпіонаті Європи, що проходив в Румунії та Грузії. На турнірі захисник зіграв три гри.
26 березня 2024 року у товариському матчі проти команди Вірменії Габріел дебютував у складі національної збірної Чехії.

## Титули
Індивідуальні
- Гравець місяця в Чемпіонаті Данії: березень 2024[9]

## Особисте життя
Адам є сином Петра Габріела — колишнього футболіста, який в період з 1995 по 2000 роки провів 10 матчів в складі національної збірної Чехії. Брат - близнюк Адама — Шимон, також професійний футболіст, гравець «Слована» (Ліберець).